# Historia Tarnobrzega

Herb Tarnobrzega do dziś zachował symbole rodu Tarnowskich

Tarnobrzeg jako miasto powstało w 1593 r. w przywileju lokacyjnym króla Zygmunta III Wazy. Pierwotnie swym obszarem zajmował teren, który współcześnie nazwany jest placem Bartosza Głowackiego z kościołem Wniebowzięcia N.M.P. (dominikanów). Tuż obok Tarnobrzega znajdował się Dzików – siedziba rodu Tarnowskich z Pałacem Dzikowskim. W odległości 2 km w kierunku południowym znajdowała się osada Miechocin z kościołem Marii Magdaleny. Wraz z rozwojem miasta przyłączano Dzików, Miechocin i inne jednostki urbanistyczne. Największy rozrost terytorialny związany jest z burzliwym rozwojem po odkryciu siarki. Mianem Tarnobrzega określa się tereny od Machowa na południu, do Wielowsi i granic z Sandomierzem na północy.

## Pierwsi ludzie w obszarze dzisiejszego Tarnobrzega i okolic
Liczne znaleziska w postaci narzędzi kamiennych i rogowych odkryte zwłaszcza podczas prac przy budowie kopalń siarki w Piasecznie i Machowie pochodzą ze schyłkowego paleolitu. Na podstawie odnalezionych w tym samym źródle szczątków mamutów archeologowie sądzą iż zjawiały się tutaj grupy koczowników – łowców mamutów.
W epoce neolitycznej koczownicze ludy zaczęły zmieniać tryb życia na osiadły. Było to powodem rozpoczęcia uprawy roli oraz wykształceniem się jednego z najstarszych ludzkich rzemiosł – ceramiki. Narzędzia w dużej mierze były wykonywane z kamienia, dzięki wydobywanemu w Krzemionkach krzemieniowi pasiastemu. Osadnictwo na tym obszarze potwierdza wiele znalezisk m.in. noże, siekierki, ale również cmentarzyska kultur pucharów lejkowatych, amfor kulistych i ceramiki sznurowej. Na podstawie takich i podobnych znalezisk stwierdzono ślady osadnictwa na terenach dzisiejszego Mokrzyszowa, Machowa, Nagnajowa, Kajmowa i samego Tarnobrzega.
Epoka brązu (1800-4000 r. p.n.e.) rozpoczęła nasilenie się procesów osadniczych. Reliktem z wczesnej fazy tamtych czasów jest odkryty w Sobowie cmentarz kultury mierzanowickiej. Drugi okres epoki to duży wpływ kultury trzcinieckiej. Ona właśnie znacząco wpłynęła na późniejszą kulturę łużycką, a raczej jej regionalną odmianę zwaną grupą tarnobrzeską. W wyniku badań przeprowadzanych w międzyrzeczu Wisły i Łęgu wiadomo, że osady i cmentarzyska znajdowały się w pobliżu późniejszego Machowa, Nagnajowa, Mokrzyszowa i Sielca. Upadek kultury łużyckiej zbiegł się z wpływami kultury grobów kloszowych, z którego jeden został odkryty w obecnym osiedlu Tarnobrzega – Zakrzowie.
W okresie lateńskim (400 p.n.e.) na obszarach miasta i okolic dały o sobie znać wpływy Cesarstwa rzymskiego. Poprzez ludność kultury przeworskiej, wprowadziły one w tutejsze życie antyczne naczynia z brązu, monety rzymskie (w okolicach Dzikowa odkryto ponad 1000 denarów rzymskich),
ale także technologię wytopu żelaza.

## Powstanie miasta
Tarnobrzeg leży na prawym brzegu Wisły, w południowo-wschodniej części Polski. Nadwiślański skrawek Puszczy Sandomierskiej posiada bardzo bogatą historię. Początki osadnictwa na tych ziemiach sięgają VII wieku.
Od 1567 roku Tarnowscy rozpoczęli długie starania o założenie „Nowego Tarnowa” czy też „Tarnodworu”, dla którego uzyskali od króla Zygmunta III Wazy przywilej fundacyjny 28 maja 1593 roku. Żadna z wcześniejszych nazw nie przyjęła się – ostatecznie miasto nazwano Tarnobrzegiem.

## Początki Tarnobrzega – średniowieczne osady Miechocina i Wielowsi
Miasto i jego akt lokacyjny to niewiele ponad cztery wieki tradycji. Znacznie starsze i bogatsze dziejowo są obecne dzielnice miasta – Miechocin w południowej części i Wielowieś w północnej. Osadnictwo na terenach tych wsi ma wczesne korzenie sięgające VI-VIII wieku. Wczesnośredniowieczne osady, wedle prowadzonych prac archeologicznych, istniały także na terenach pobliskiego Borowa, Kajmowa, Dzikowa, Sobowa i Mokrzyszowa.

### Miechocin

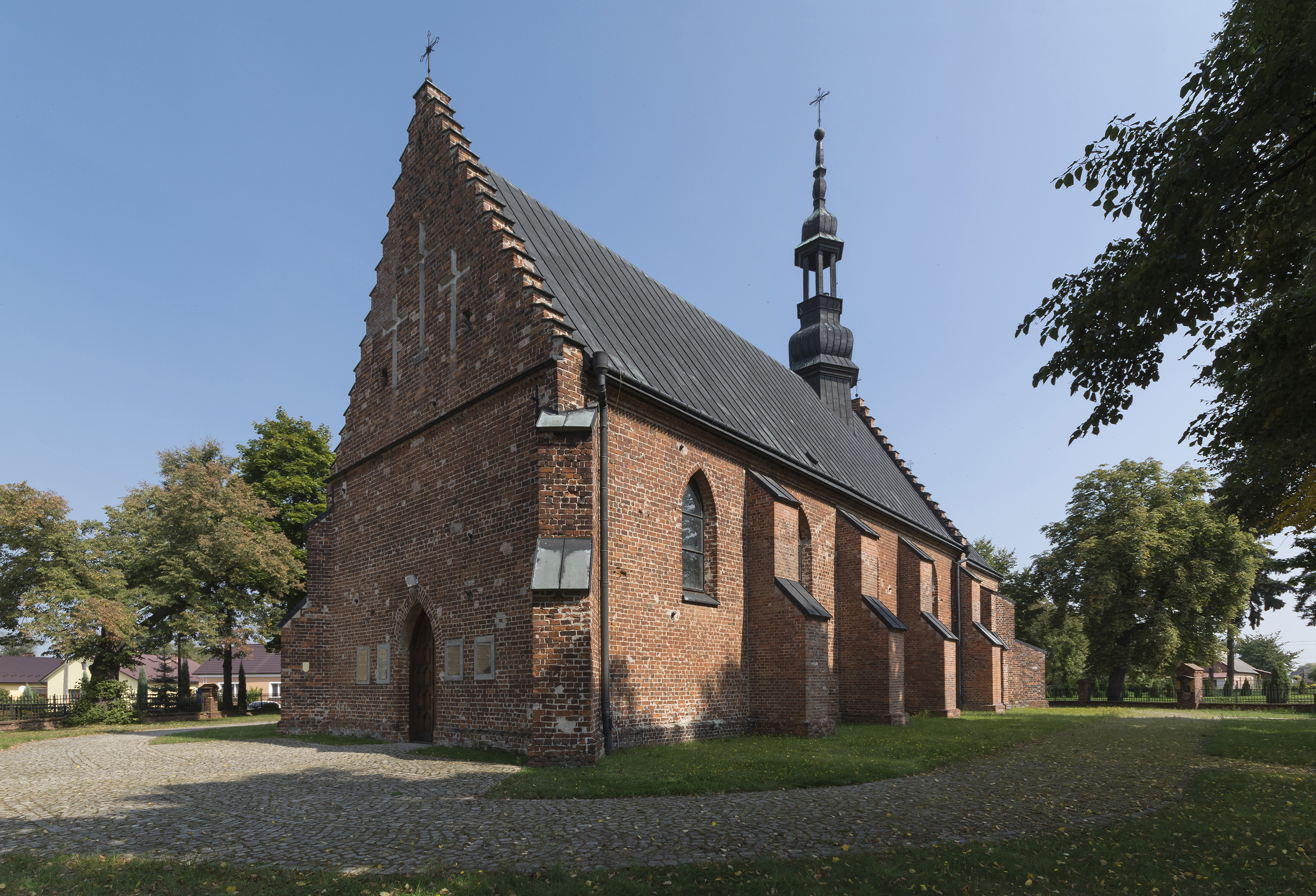
Miechociński kościół

Wczesna historia Miechocina nie jest dobrze znana z powodu braku źródeł pisanych. Na przełomie XII i XIII wieku erygowano pierwsze parafie na tych terenach (w samym Miechocinie utworzono takową w 1185 – pw. św. Marii Magdaleny), co świadczy o wysoce rozwiniętych społecznościach za pierwszych Piastów. Zapewne wtedy też postawiono pierwszy, drewniany jeszcze kościół parafialny, jednak brak ku temu dowodów pisanych. Pierwszy zachowany zapisek o świątyni w Miechocinie datuje się dopiero na rok 1326, mimo że traktuje z pewnością o tej samej budowli wzniesionej z końcem XII wieku. Kościół murowany na miejsce starego wzniesiono ok. 1340 roku (jest to data pochodząca ze zwornika sklepienia w obecnym prezbiterium). Architektura świątyni (zbudowany z cegły, monumentalne sklepienie gotyckie o kamiennych żebrach) oraz data powstania sugeruje, że miechociński kościół został wzniesiony z fundacji Kazimierza Wielkiego. Był on znany ze sponsorowania świątyń o podobnej budowie na ziemi sandomierskiej. Kościół był w przeciągu wieków parokrotnie rozbudowywany:
- 1613 – dobudowanie dwóch dodatkowych przęseł oraz barokowego skarbczyka przy prezbiterium przez Michała Stanisława Tarnowskiego
- lata 30. XIX wieku – przedłużenie nawy świątyni o trzy przęsła w związku z przebudową zamku Tarnowskich (budową zajmował się architekt włoski – Franciszek Maria Lanci)
- lata 30. XX wieku – dobudowanie kaplicy bocznej (według projektu lwowskiego architekta Ludomiła Gyurkovicha)

Aż do 1922 roku, Miechocin pełnił funkcję kościoła parafialnego dla Tarnobrzega i okolic (obszar parafii sięgał od Wielowsi po Kolbuszową).
W XV wieku przy kościele powstała szkoła parafialna na skutek XVI-wiecznych ruchów reformatorskich (powstania w Baranowie Sandomierskim szkółki kalwińskiej). Nazwano ją Akademią Miechocińską, była szeroko znana w regionie, a rektorami szkoły byli nierzadko profesorowie Akademii Krakowskiej. Atutem placówki było posiadanie bogatych zbiorów bibliotecznych (w XX wieku księgozbiór ten liczył ok. 1000 woluminów).
Ważnym elementem kultury Miechocina była ceramika, wytwarzana tu od końca XVI do schyłku XVIII wieku. Początki zbiegają się zapewne z aktem lokacyjnym Tarnobrzega z roku 1593 co jest tłumaczone chęcią rozwinięcia rzemiosła przez Tarnowskich, aby nowo powstałe miasto mogło konkurować z królewskim Sandomierzem oraz kalwińskim Baranowem Sandomierskim. Naczynia miechocińskie znalazły się w znanych centrach handlowych – Gdańsku, Elblągu i Toruniu. Wiemy także z ksiąg gospodarczych Zamku Królewskiego w Warszawie, że ceramika była obecna na dworze króla Jana Kazimierza.

### Wielowieś

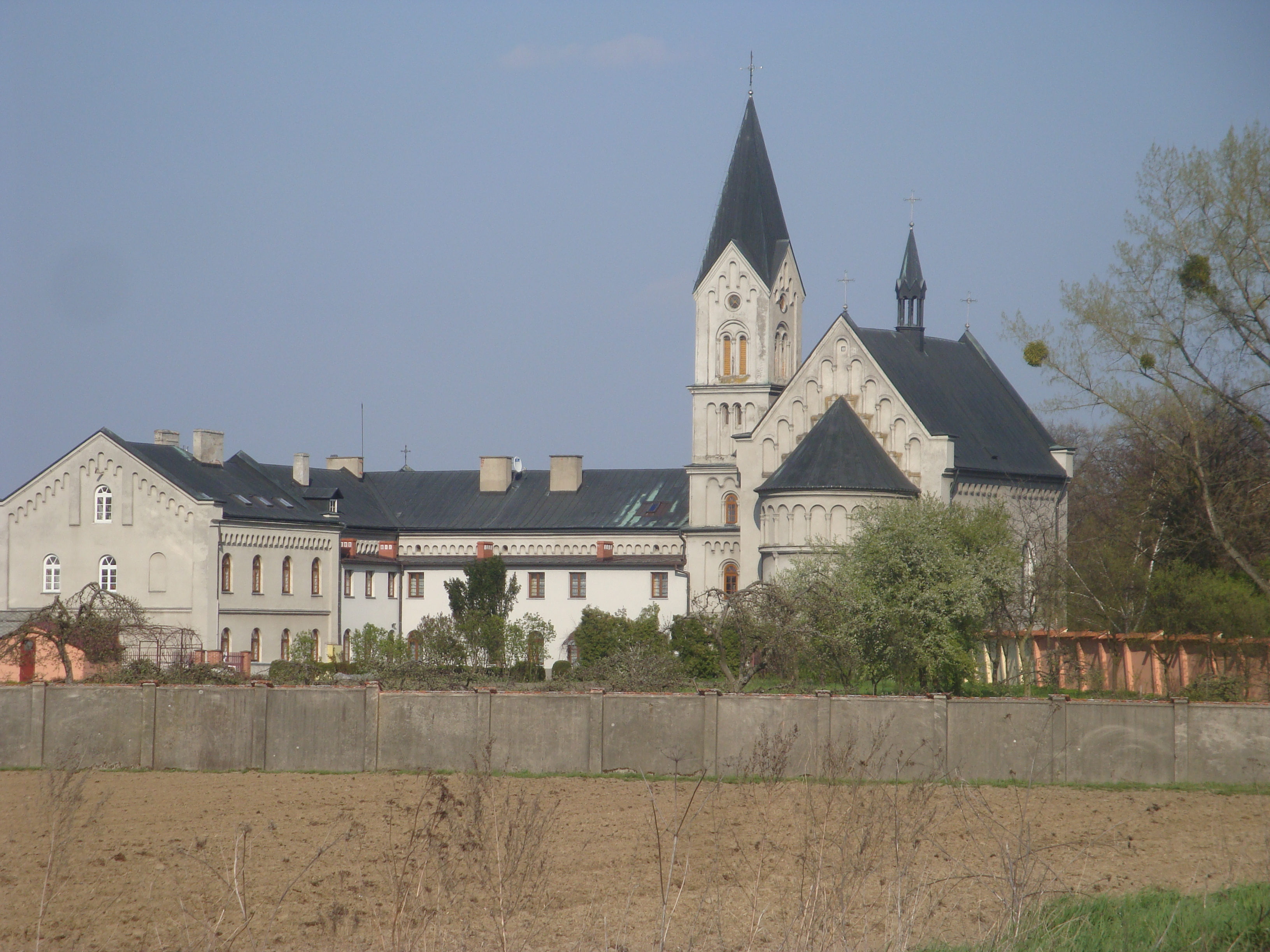
Wielowiejski kościół

Wielowieś była dobrze rozwiniętą osadą za pierwszych Piastów, na terenie osady znajdował się port wiślany (datowany na XI-XIII wiek, nazywany potocznie „Kuchnią Królewską”). Według legendy, w 1215 roku przybyli tu bracia Odrowążowie – św. Jacek i bł. Czesław. Pod wpływem ich pielgrzymki utworzono parafię pw. św. Gertrudy i św. Michała (patron sugeruje że mieli w tym udział przybysze z ziem zachodnich, być może niemieckich). Podobnie jak w pobliskim Miechocinie, także i tutaj wzniesiono drewnianą świątynię, która dotrwała do najazdu Litwinów z 1376 roku. Najazd ten zniszczył zarówno osady jak i kościoły obu wspomnianych. Wkrótce odbudowano ją, by służyła lokalnej ludności przez kolejne dwa wieki. W 1343 roku Rafał Leliwita z Tarnowa pojął za żonę dziedziczkę Wielowsi – Dzierżkę. Jak pokazuje historia, dało to początek linii wielowiejsko-dzikowskiej rodu Leliwitów a pośrednio stoi jako przyczyna późniejszego powstania miasta Tarnobrzega. Dwór dziedziców stanął w centrum osady, najprawdopodobniej w miejscu, gdzie w XIX wieku wzniesiono klasztor Sióstr Dominikanek. W niej goszczono w roku rodzinę królewską (Władysława Jagiełły z dworem) przez cztery miesiące, kiedy ta była zmuszona do opuszczenia stołecznego Krakowa z powodu panującej w mieście zarazy. Siedziba przetrwała do potopu szwedzkiego.
Pół wieku po pobycie króla w Wielowsi, przy kościele parafialnym, Tarnowscy wznieśli murowane mauzoleum rodowe (w formie popularnej w latach 1520–1620 kaplicy kopułowej). Godnym uwagi elementem grobowca jest postawiony w środku ołtarz św. Gertrudy (drewniany, przykład późnorenesansowego wytwórstwa z lat 80. XVI wieku), pochodzący z ówczesnego drewnianego kościoła. Pierwszym z Tarnowskich pochowanym pod kaplicą był założyciel miasta – Stanisław (1608). Potem spoczynek znaleźli tu kolejni włościanie aż do roku 1696. Później chowano Tarnowskich w krypcie klasztornej oo. dominikanów w Tarnobrzegu. Świątynię murowaną projektu architekta krakowskiego Tadeusza Stryjeńskiego wzniesiono na dotychczasowej lokalizacji w 1883 roku. Architektura budowli została wyjątkowo konserwatywna, wyjątek stanowią secesyjne ołtarze. Podobnie jak w Miechocinie, od końca XVI wieku ośrodek wielowiejski wykształcił szkółkę parafialną która jednak działała nieregularnie i nie miała takiego rozgłosu jak jej odpowiednik miechociński.
W roku 1860, za namową ks. Juliana Leszczyńskiego przybyła do Wielowsi Róża Kolumba Białecka. Za zezwoleniem władz kościelnych założyła we wsi pierwsze na ziemiach polskich Zgromadzenie Sióstr Dominikanek. Pomocna okazała się zarówno parafia jak i hrabina Gabriela z Małachowskich Tarnowska, dzięki której klasztor powstał na miejscu opuszczonego dworu miechocińskiego. Kompleks klasztorny projektu architekta F. Gabaure'a jest utrzymany w stylu neoromańskim, całość otacza ogród w którym pochowano założycielkę zgromadzenia. Dominikanki utworzyły jedną z pierwszych w Galicji szkółek dla wiejskich dziewcząt.

## Historia rodu Tarnowskich na ziemiach tarnobrzeskich
Losy miasta są nierozłącznie związane ze szlacheckim rodem Leliwitów (od XVI wieku przyjęli nazwisko Tarnowscy). Rafał z Tarnowa, syn protoplasty rodu Spycimira, ożenił się w 1349 roku z dziedziczką Wielowsi Dzierżką i wkrótce sprowadził także w strony małżonki. Posiadłość stopniowo rozrastała się, w 1365 kupiono Trześń i Rzochów zaś w dziesięć lat później przejęto Sielec i Sobów. W 1397 roku dokonano kolejnego poszerzenia wpływów wielowiejskich, Jan Tarnowski zakupił Kościelów, Biały Bór oraz wziął w zastaw Jaślany. Praprawnuk pierwszego Tarnowskiego na ziemiach tarnobrzeskich – Jan Spytek Tarnowski odkupił od Andrzeja z Ossolina Borów i Dzików wraz z istniejącym tam od XIV wieku dworem wieżowym i fortalicją (taką datę podają niektórzy badacze opierając się na tradycji, mimo że prowadzone badania architektoniczne tego nie potwierdziły – ustaliły wiek powstania zamku na XV). Spytek, za zasługi dla tronu, był obdarzony wieloma godnościami – jedną z nich była wspomniana już wizyta rodziny królewskiej. Za panowania syna Spytka – Stanisława (1514–1568) w Tarnowie rozegrały się wydarzenia w dużej mierze determinujące późniejsze powstanie Tarnobrzega. W większej gałęzi rodziny Tarnowskich skupionych wokół Tarnowa umiera kolejno hetman Jan Amor Tarnowski (1561) a w kilka lat później jego jedyny syn Jan Krzysztof. Dziedzictwo przechodzi w ręce Zofii – siostry ostatniego Leliwity na Tarnowie. Zostaje ona wydana za mąż za księcia Konstantego Wasyla Ostrogskiego, gród Tarnowskich przechodzi w ręce innego rodu. W 1570 roku rozpoczyna się „wojna tarnowska” która jednak nie kończy sporu. Sejm Obojga Narodów rozwiązuje kwestie schedy nakazując Leliwitom wieczyste milczenie w sprawie Tarnowa.
Syn Stanisława, jego imiennik (1541-1609) ma również rozliczne zasługi dla monarchy Stefana Batorego a później, mimo zaawansowanego wieku, dla jego następcy Zygmunta III Wazy. Ten oto król wydaje akt lokacyjny Nowego Tarnowa czyli Tarnobrzega. Władca poszerzył także majątek włościański kupując okoliczne wsie: Machów, Miechocin, Dębe, Kajmów, Radowęża, Przewłokę. Syn Stanisława, Michał Stanisław (1590-1654) wykorzystuje dokument uzyskany przez ojca i rozpoczyna w 20 i 30 latach XVII wieku budowę miasta. karczuje las, wytycza rynek, ulice i działki. Buduje na rynku pierwszy ratusz, zapoczątkowuje rozbudowę fortalicji dzikowskiej, a także kościoła w Miechocinie. Potop szwedzki skutecznie hamuje dalszy rozwój miasta, dopiero następca Jan Stanisław (1646-1676) funduje klasztor oo. dominikanów w Tarnobrzegu, wzniesionego aby opiekować się cudownym obrazem Matki Boskiej Dzikowskiej. Kolejni Tarnowscy – Michał Jacek i Józef Mateusz nie zapisali się w dziejach niczym szczególnym, poza zawiązaniem za czasów Józefa Mateusza konfederacji generalnej w obronie Stanisława Leszczyńskiego. Kolejny Leliwita na Dzikowie – Jan Jacek (1720-1807) na wespół z bratem Rafałem (1741-1803) rozpoczął rozbudowę zamku w stylu późnego baroku. Oni także przystąpili w 1761 roku do rozbudowy kościoła parafialnego w Miechocinie. W tym czasie Tarnowscy oddali sprawy handlowe w mieście w arendę w ręce Żydów którzy byli już zorganizowani w gminę żydowską. Kolejny Tarnowski, Jan Feliks (1777-1842) zasłynął stworzeniem w pałacu dzikowskim zbiorów złożonych z kolekcji malarstwa, biblioteki i archiwum. Przebudował także ostatecznie siedzibę Tarnowskich w stylu neogotyku angielskiego, nadając jej charakter rezydencji-muzeum. Ostatnimi panami na Dzikowie zostali Jan Zdzisław (1862-1937) i Artur (1903-1984).

## Lokacja miasta Tarnobrzega (1593-1772)

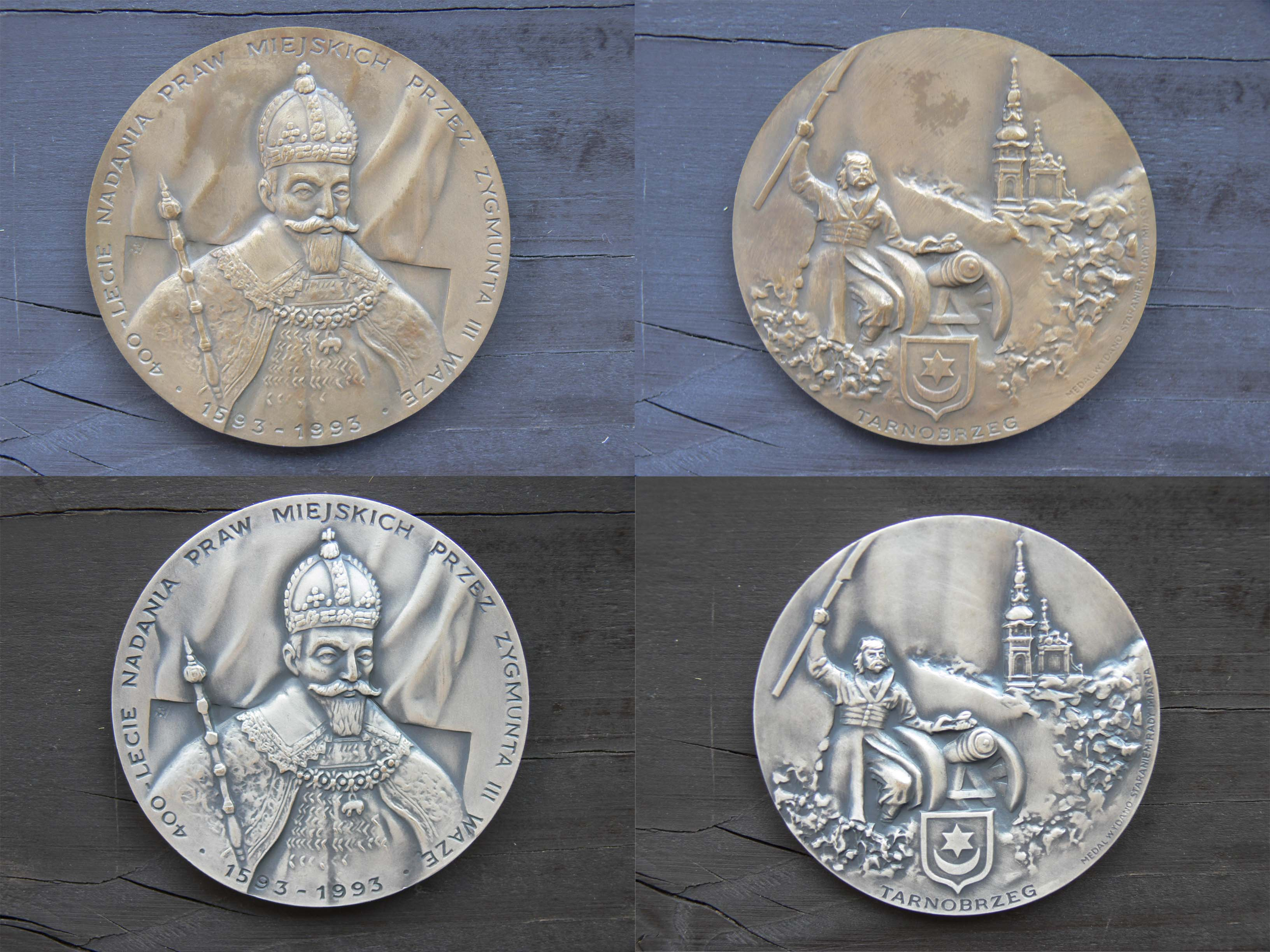
Okolicznościowe medale wydane z okazji 400-lecia aktu lokacyjnego

Przed lokacją miasta w kluczu tarnowskim zajmowano się, oprócz tradycyjnego rolnictwa, hodowli oraz spławem do Gdańska, także hutnictwem żelaza. Pierwsze wzmianki o kuźnicach dzikowskich pochodzą z 1565 roku i łączą się z Barkiem (przeniesiona w późniejszym czasie nad rzekę Tuszymę). Jako że Tarnowscy korzystali z rynków w Baranowie Sandomierskim i Sandomierzu do sprzedaży produktów zrozumiałe jest, że dążyli oni do usamodzielnienia się i stworzenia własnego ośrodka handlowego. Zamysł taki rozpoczęto w końcu XVI wieku. W dokumencie sporządzonym 28 maja 1593 roku król Zygmunt III Waza zezwolił kasztelanowi sandomierskiemu, Stanisławowi Tarnowskiemu, na założenie nowego miasta na gruntach dóbr dziedzicznych. Nadał Tarnobrzegowi prawo magdeburskie oraz przyznał pełnię władzy wójtowi zależnemu tylko od dziedzica. Monarcha ustanowił prawo składu wina, oraz dwa jarmarki roczne, zwane zbożowymi, które miały być urządzane w powiązaniu ze świętami św. Trójcy oraz Apostołów św.św. Szymona i Judy. Niezależnie od nich zezwolił na odbywanie się dwóch targów tygodniowych we wtorki i piątki. Co prawda podpisanie aktu lokacyjnego nie przesądziło o budowie miasta (na co złożyło się parę faktów – śmierć fundatora, osłabiona pozycja Tarnowskich oraz spadkowa koniunktura gospodarcza) jednakże, mimo opinii niektórych historyków, miasto na podstawie przeprowadzonych badań architektonicznych zamku dzikowskiego funkcjonowało w pierwszej połowie XVII wieku. Do tej pory kompleks ziemski Tarnowskich rozciągał się od Sandomierza (Trześń) na północy po Machów na południu, nieopodal Baranowa Sandomierskiego, Tarnobrzeg ulokowano na korzystnych równinach w środku całości majątku.

### Rozplanowanie przestrzenne miasta

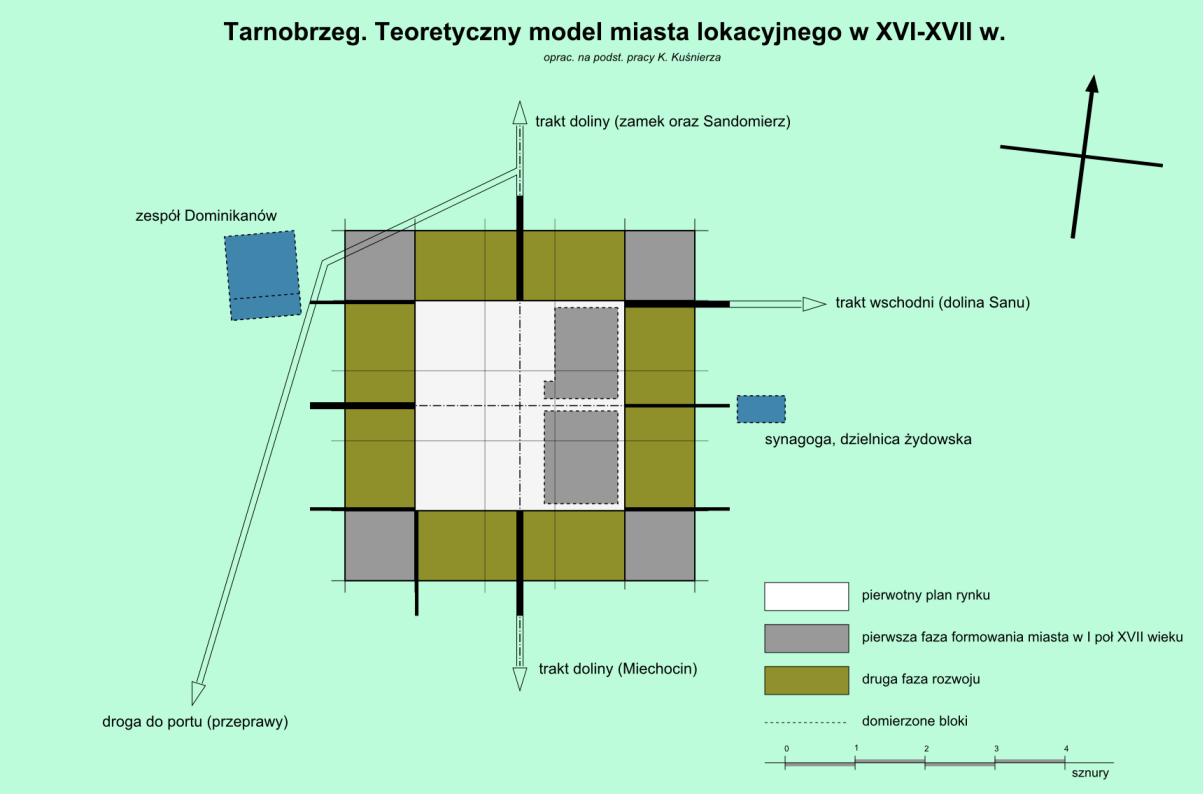
Model miasta lokacyjnego

Obszar grodu wyznaczony nieopodal fortalicji w Dzikowie, stanowił w głównej mierze prostokątny rynek (obecny plac Bartosza Głowackiego) wraz z odchodzącymi od niego uliczkami. Zagadką jest brak wytyczonego miejsca na jakiekolwiek obronne budowle, sądzi się, że zrezygnowano z nich z powodu bliskiego położenia zamku na Dzikowie (nie jest to jednak naświetlona naukowo hipoteza). Relatywnie duży plac rynkowy rozmierzono na module sznura dużego o wielkości 3 na 3 sznury, z 8 ulicami odchodzącymi i otoczono jednym pasmem bloków pojedynczych o głębokości 1 sznura. Obecnie rynek jest prostokątem o wymiarach 2 na 3 sznury, nowo dobudowane kamienice stoją obecnie przy ul. Szerokiej, która była pierwotnie granicą rynku. Zjawisko redukcji rozmiarów rynku nie jest częste aczkolwiek nowe wymiary odpowiadają wielkościom placów tworzonych w innych miastach powstających w II poł. XVII wieku. Wielkość świadczy jednoznacznie o roli jaką ród chciał nadać planując „Tarnodwór”. Miało być to w głównej mierze miasto targowe i lokalny ośrodek rzemieślniczy (Miechocińska ceramika). W ramach realizowanego programu przestrzennego Tarnobrzega wytyczono również działki ogrodowe (głównie północ, także zachód) oraz niwy rolne dla osadników (na południu i wschodzie). Osada nie posiadała umocnień obronnych mimo że konstrukcja miasta daje solidne podstawy do przypuszczeń o pierwotnym zaplanowaniu fortyfikacji. Nie ma żadnych informacji o istnieniu ratusza w tamtym czasie jednak hipoteza drewnianego budynku w centrum miasta wydaje się należyta.

### Rozwój nowo powstałego ośrodka
Po przejęciu schedy przez syna Stanisława – Michała Stanisława, kasztelana wojnickiego, budowa miasta nabrała tempa. W latach 1620–1640 został wyznaczony i w części zaludniony układ urbanistyczny. W tym czasie kasztelan ufundował ratusz tarnobrzeski (obecnie zniszczony), rozbudował średniowieczny kościół w Miechocinie i również przebudował zamek dzikowski. Przed połową XVII wieku istniał już kahał, skupiający ludność żydowską mieszkającą w Tarnobrzegu. Do czasu potopu szwedzkiego lokacja była już ukształtowanym ośrodkiem miejskim.
Najazd Szwedów zniszczył istniejące miasto oraz dwór Tarnowskich w Wielowsi, najprawdopodobniej zamek dzikowski został oszczędzony.

### Zamek w Dzikowie

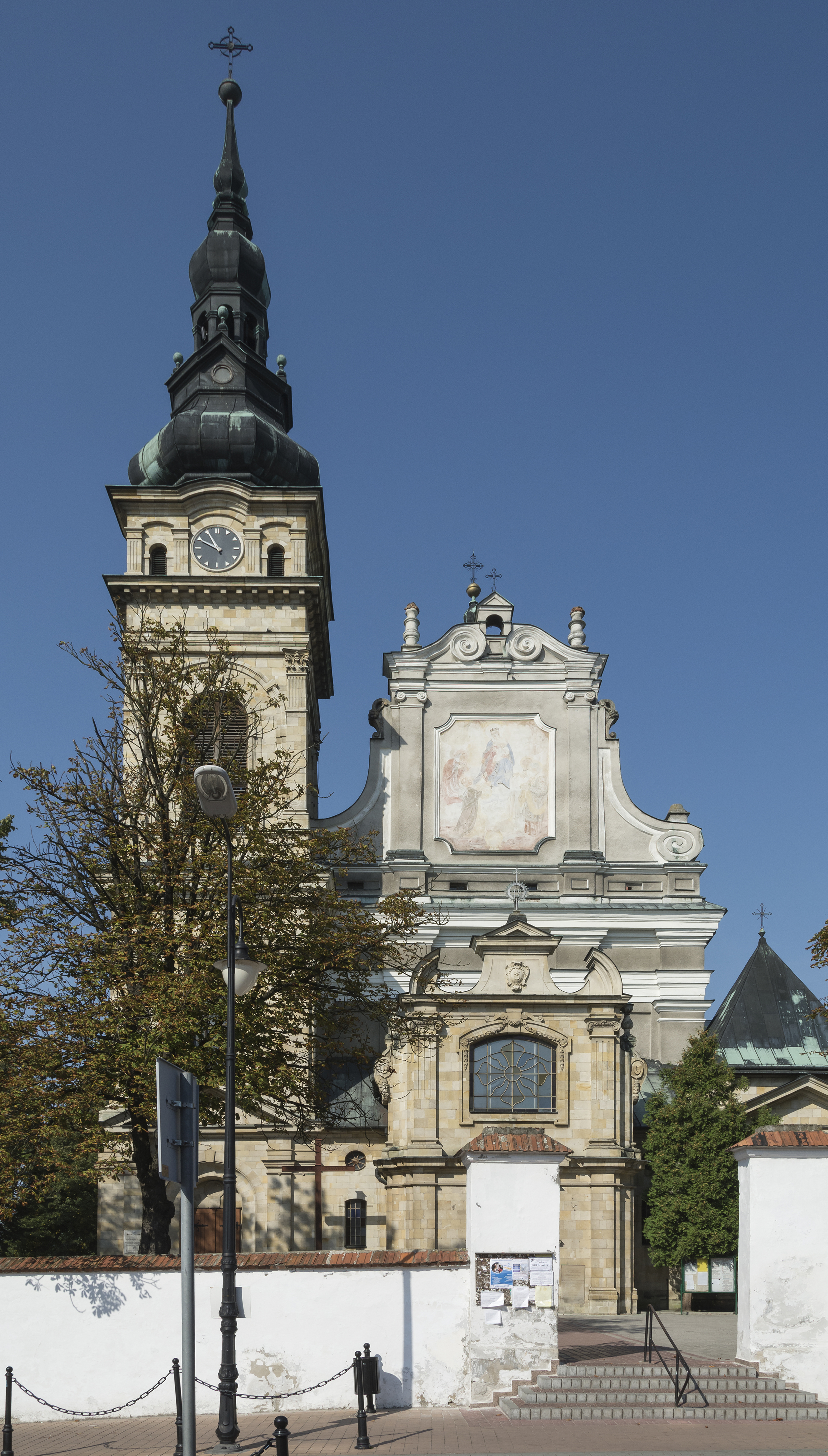
Klasztor dominikański

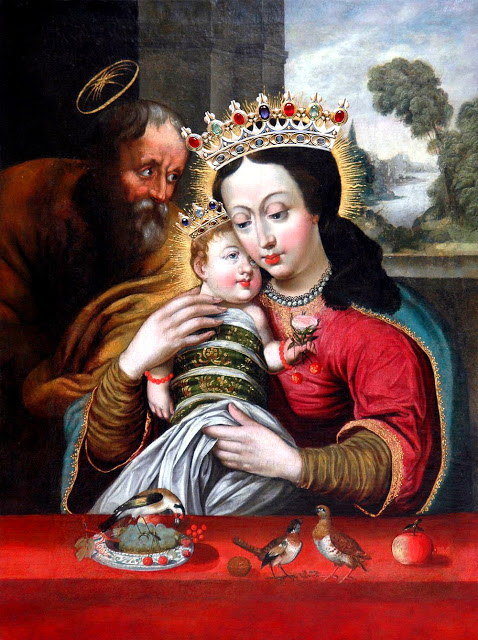
Matka Boża Dzikowska

Do czasu przebudowy owa fortalicja była kamienno-ceglaną wieżą obronną z drewnianymi zabudowaniami wokół i fortyfikacjami typu palisadowego. Zamek postawiony w czasach Kazimierza Wielkiego nad brzegiem Wisły pełnił typowo strażnicze funkcje, strzegąc przepraw i spławu rzecznego. Mimo że w roku 1522 Jan Spytek Tarnowski odkupił od Andrzeja Ossolińskiego zamek, dopiero wiek później rozpoczęto rozbudowę. Pierwsze prace polegały na postawieniu dwóch skrzydeł budowli (pozostawiając w ich narożu pozostałości średniowiecznej wieży) całość otaczając umocnieniami typu bastionowego.

### Cudowny obraz Świętej Rodziny i oo. dominikanie
W czasie ciężkich najazdów Szwedów na tutejsze tereny znajdujący się na zamku dzikowskim obraz Świętej Rodziny zaczął udzielać ludziom łask. Władze kościelne nie pozostały głuche na te doniesienia i 11 listopada 1675 roku na zamku w Kielcach biskup krakowski, Andrzej Trzebicki uznał obraz za cudowny. Dzięki tej decyzji, do opieki nad malowidłem, sprowadzono Dominikanów. Ufundowano budynek klasztoru dzięki ówczesnym dziedzicom: Zofii Barbarze z Firlejów i Janowi Stanisławowi Tarnowskiemu. Wkrótce wzniesiono drewniany kościół i zabudowania klasztorne zaś 20 maja 1678 roku nastąpiło uroczyste przeniesienie obrazu. Dopiero od tego momentu wierni nazwali ten obraz wizerunkiem „Matki Boskiej Dzikowskiej”. W niespełna dwadzieścia lat po sprowadzeniu (w 1693) rozpoczęto budowę murowanej, zachowanej po dziś dzień, świątyni klasztornej według projektu Jana Michała Linka. Budowa i wyposażenie klasztoru trwało długo – ostatecznie ukończono projekt w 1782 roku. Po śmierci fundatora klasztoru Jana Stanisława Tarnowskiego, jego dzieło kontynuowała wdowa po nim, a także jego syn Aleksander Dominik Tarnowski i Stanisław Herakliusz Lubomirski. Pojawienie się obrazu miało też pewne ekonomiczne znaczenie – do Tarnobrzega zaczęli przybywać pielgrzymi, stymulując handel i rzemiosło.
Mieszczanie tarnobrzescy dobrze zdawali sobie sprawę z kiepskiego stanu swojego miasta, zwrócili się do króla Jana III Sobieskiego z prośbą o potwierdzenie przywilejów nadanych przez Zygmunta III. Władca przychylił się do wniosku tarnobrzeżan w dokumencie z 14 kwietnia 1681 roku, zezwalając dodatkowo na trzeci jarmark roczny w przeddzień Święta Narodzenia Najjaśniejszej Marii Panny. Mimo dekretu królewskiego miasto nadal nie mogło się rozwinąć – bardzo często w mieście wybuchały pożary zaś przemarsze wojsk saskich, szwedzkich i rosyjskich podczas III wojny północnej siały nie mniejszy chaos od niedawnego potopu szwedzkiego.

### Konfederacja dzikowska
Jesienią 1734 roku doszło do wyjątkowego wydarzenia w dziejach miasta. Po śmierci Augusta II Sasa szlachta obrała na króla niegdysiejszego władcę – Stanisława Leszczyńskiego. Na kandydata polskiej szlachty nie zgadzały się ówcześni potężniejsi sąsiedzi – Prusy, Rosja i Austria, wprowadzając na tron Augusta III, syna zmarłego monarchy. Szlachta polska po rocznych sejmikach, zebrała się w październiku 1734 roku na zamku dzikowskim by tu podjąć decyzję o zwołaniu konfederacji generalnej, w obronie prawowitego króla Stanisława. Obrady konfederatów, toczące się w klasztorze Dominikanów i na zamku, zakończyła uroczysta przysięga na Akt Konfederacji 5 listopada 1734 roku.
Wybór Tarnobrzega na miejsce zawiązania konfederacji był czysto przypadkowy – ówczesny, młody wtedy, dziedzic Józef Mateusz Tarnowski nie angażował się w sprawy publiczne (jego syn Artur był mimo to wojewódzkim marszałkiem konfederacji barskiej), a tym bardziej polityczne, stąd wybór Dzikowa – miejsca na peryferiach, niezagrożonej ewentualnymi represjami ze strony saskiej. Konfederaci po dwunastomiesięcznych walkach, mimo pomocy ze strony Francji, Szwecji, Turcji i Tatarów, ulegli przyszłym zaborcom. Wydarzenie, mimo znaczenia historycznego, nie zdołało wpłynąć na losy kraju. W niecałe 30 lat później nastąpił pierwszy rozbiór Polski, miasto znalazło się w granicach innego państwa – Austrii.

### Mord rytualny
W 1757 r. Żydzi w Dzikowie zostali oskarżeni o tzw. mord rytualny. Wśród oskarżonych był również Żyd z Sandomierza. Jak podaje ks. Jan Wiśniewski w swej publikacji Katalog prałatów i kanoników sandomierskich od 1186 do 1926 r. Tudzież Sesje kapituły sandomierskiej od 1581 do 1866 r., Radom 1928, s. 169: „Zbrodniarze skazani zostali na ścięcie...”.

## Tarnobrzeg w królestwie Galicji (1772-1914)
Po pierwszym rozbiorze Rzeczypospolitej miasto znalazło się na granicy polsko-austriackiej, po stronie zaborcy. W tym czasie kończono wystrój klasztora dominikańskiego oraz przebudowę zamku w Dzikowie. Do dwóch istniejących skrzydeł pałacu dobudowano od wschodu trzecie. Budowla nosiła typowe cechy baroku – jej piętrową bryłę nakrył wysoki dach dwuspadowy, zaś oś zamku, od strony głównego podjazdu, akcentowała wysoka brama wejściowa i upodobniony do trójkąta wysoki szczyt nad nią. Rozbudowa zamku była zapowiedzią przeniesienia się dziedziców z Wielowsi jednak niespokojne lata uniemożliwiły przeprowadzkę. Rozbiory, lata Sejmu Wielkiego, wojny o Konstytucję 3 Maja, czasy napoleońskie (podczas których, w 1809, zamek został zniszczony przez wojska austriackie) oraz powódź z 1815 roku (nawiedziła głównie Wielowieś i pobliską Trześń) ostatecznie pogrzebały ideę rychłego sprowadzenia się do Dzikowa. Wydarzeniem wartym wzmianki był pobyt w tamtym czasie ks. Józefa Poniatowskiego i jego sztabu w Trześni oraz noc spędzona w Tarnobrzegu.
Życie mieszkańców nie zmieniło się zbytnio, nadal było to małe miasteczko. Wokół okazałego placu rynkowego nie stało wiele domów mieszkalnych. Liczna ludność starozakonna na przełomie XVIII i XIX wieku wzniosła okazałą drewnianą synagogę (która spłonęła w pożarze miasta w połowie XIX wieku). Od II połowy XVIII wieku zaczęty budowę kolejnego ratusza, od kiedy pierwszy został zniszczony w trakcie potopu szwedzkiego. Budowa przeciągała się aż do II poł. XIX wieku, co świadczy o nie najlepszej kondycji Tarnobrzega w tamtym czasie.

### Losy zamku dzikowskiego

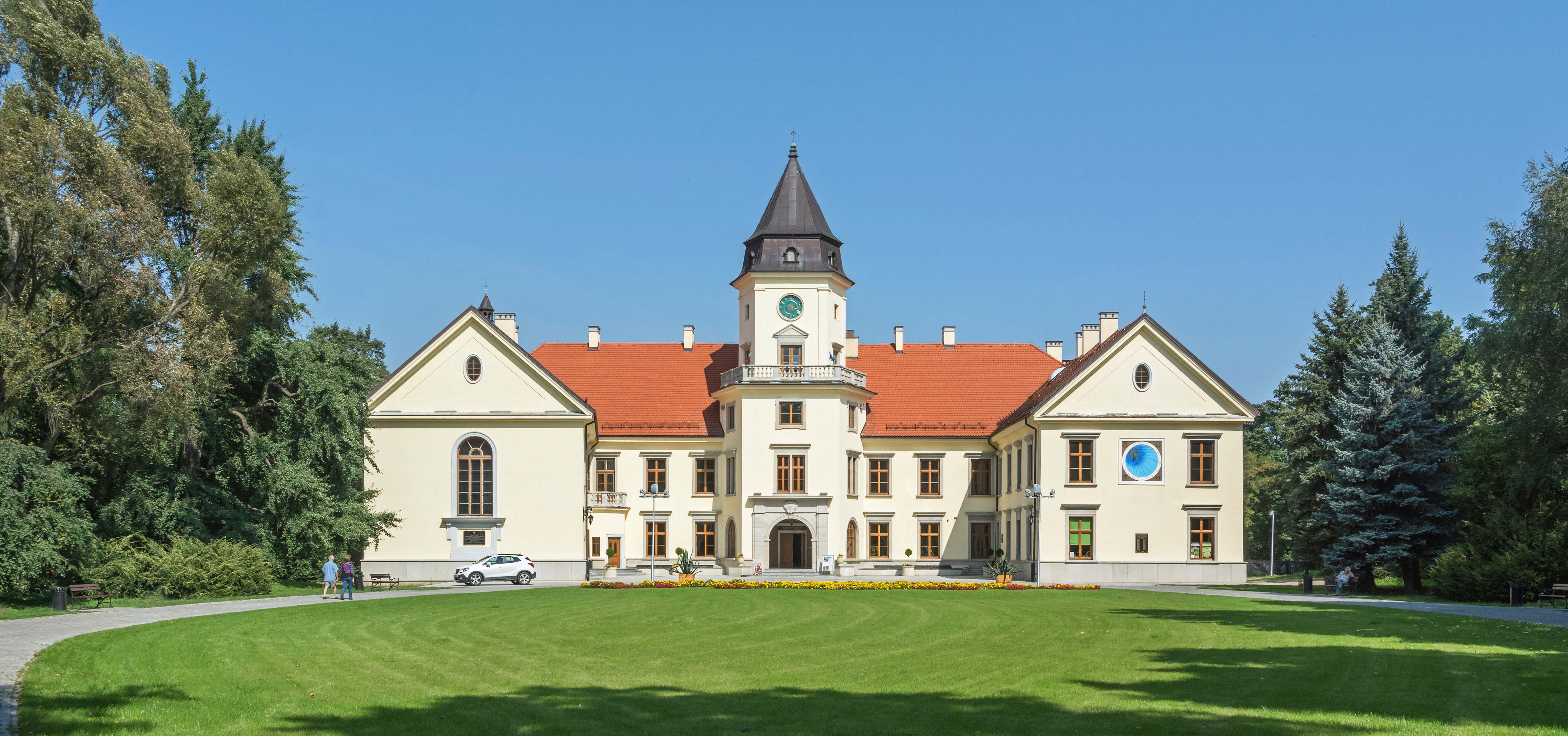
Zamek Dzikowski współcześnie

Po powstaniu listopadowym, w wyniku represyjnej polityki władz carskich w stosunku do szlachty polskiej, Waleria i Jan Feliks Tarnowscy postanowili opuścić Warszawę, w której głównie dotąd przebywali, i przenieść się do Dzikowa na stałe. Zamek wymagał odnowienia i został przez Leliwitów przekształcony w rezydencję-muzeum. Charakter przebudowy wiązał się ze zbiorami które małżeństwo Tarnowskich gromadziło od początku XIX wieku. Zadanie przekształceniu zamku powierzono architektowi włoskiemu – Francesco Marii Lanciemu. Przebudowę rozpoczęto w 1834 roku i prowadząc z różnym natężeniem zakończono w 1858 roku (ostatnie prace ogrodzeniowe trwały do 1884 roku). Lanci wykorzystał oryginalną bryłę zamku przekształcając ją w modny ówcześnie neogotyk angielski. Wnętrze nie zmieniło się zbytnio, dodano jedynie smukłą wieżyczkę w miejsce barokowego szczytu nad bramą zamczyska. Największej przebudowie uległo otoczenie pałacu – zburzono kompleks bramny, częściowo zasypano fosy, splantowano teren, zarówno ten od strony miasta, jak i jego część ogrodową. Nad fosą pojawiły się dwa murowane mostki. Wzniesiono też szereg innych budowli o charakterze zaplecza rezydencji, takich jak: ujeżdżalnia koni, wozownia, kuchnia, lodownia, oranżeria. Przebudowany zamek cieszył się znakomitą opinią. U Tarnowskich gościli w tamtym czasie m.in. Stanisław Koźmian i Domenico del Frate. Bibliotekarzem Tarnowskich został wtedy Łukasz Gołębiowski, znawca epoki i obyczaju staropolskiego.
Rodzina szlachecka, świadoma swojej roli w społeczeństwie, wspierała materialnie ludność Tarnobrzega podczas powodzi z 1814 i 1815. Także późniejsze wydarzenia wytworzyły między rodem a mieszkańcami swoistą więź. W głównej mierze dlatego wydarzenia rzezi galicyjskiej z 1846 roku ominęły dwór dzikowski. W II poł. XIX wieku zaczęto tworzyć sieć szkół elementarnych, powstały placówki przy zamku dzikowskim oraz w Wielowsi.

### Powstanie styczniowe oraz rozkwit miasta
Rok 1863 to data wybuchu powstania styczniowego, szeroko wspieranego przez ludność miasta i Tarnowskich. Z pobliskich terenów zbierały się grupy ochotników, organizowano przerzuty broni, amunicji, żywności, uruchamiano szpitaliki dla rannych (dominikanki wielowiejskie). Na czele ochotniczego oddziału z Dzikowa stanął Juliusz Tarnowski. Niestety, już pierwsza bitwa pod Komorowem została przegrana zaś sam młody szlachcic zginął.

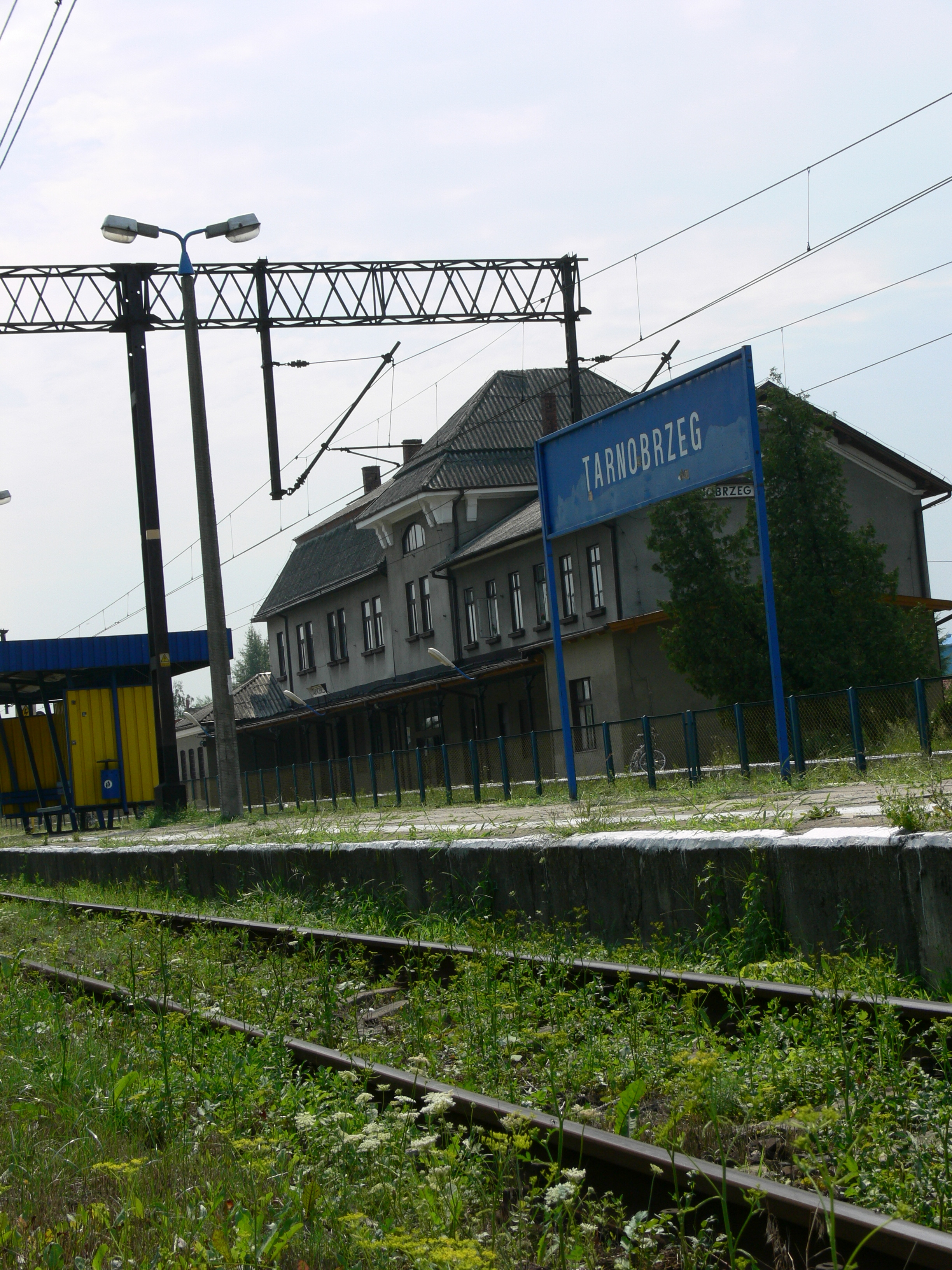
Stacja kolejowa w Tarnobrzegu

Tuż po powstaniu, w 1864 został ufundowany szpital publiczny przez hr. Zofię z Zamoyskich Tarnowską. Ponad dwadzieścia lat później jej syn, hr. Zdzisław Tarnowski ufundował nowy, do dziś istniejący budynek szpitala i nazwał go imieniem matki. Miasto ulegało powolnym przemianom strukturalnym – w 1855 roku zyskując rangę siedziby starostwa powiatowego. Do I wojny światowej powstały zatem takie instytucje jak poczta, Czytelnia i Kasyno Mieszczańskie, Towarzystwo Zaliczkowe, Towarzystwo Przemysłowo-Handlowe „Bazar”, Kasa Oszczędności i Pożyczek, Straż Ogniowa, dwie drukarnie, szkoła ludowa, C.K. Wyższa Szkoła Realna (gimnazjum), Muzeum Powiatowe, pierwsze ochronki dla dzieci i Towarzystwo Gimnastyczne „Sokół”. W 1887 roku Tarnobrzeg został połączony linią kolejową z Rozwadowem i Dębicą. Wkrótce powstały też pierwsze zakłady przemysłowe – browar, wytwórnia wódek i likierów, parowa fabryka stolarska.

### Pomnik Bartosza Głowackiego
Wielkim wydarzeniem, które odbiło się echem w kraju były uroczystości jakie miały miejsce we wrześniu 1904 roku. 8 września biskup Sebastian Pelczar dokonał koronacji cudownego obrazu Matki Boskiej Dzikowskiej, zaś dzień później dokonano odsłonięcia pomnika Bartosza Głowackiego, dłuta krakowskiego Rzeźbiarza Władysława Korpali. W obydwu tych uroczystościach uczestniczyło ponoć 100 tys. ludzi, którzy zjechali do grodu z wszystkich zaborów.
Pod koniec panowania Franciszka Józefa I pojawił się charakterystyczny element rynku – neobarokowa wieża zegarowa, będąca częścią nowej kruchty zaprojektowanej przez architekta lwowskiego, Jana Sasa Zubrzyckiego. Wraz ze wzniesieniem wieży, rozszerzono też świątynię klasztorną o dwie nawy boczne. Przebudowana w latach 1910–1912, z fundacji Zdzisława Tarnowskiego ustaliła ostatecznie wygląd świątyni-siedziby cudownego obrazu. W 1913 roku dziedzic ufundował także tarnobrzeską stację kolejową.

## I wojna światowa i Tarnobrzeg międzywojenny (1914-1939)
Jako przygotowanie do wojny Austriacy budują w mieście wojskowe lotnisko. Sierpień 1914 roku przyniósł wybuch I wojny światowej. Na terenie miasta już w początkach XX wieku działały organizacje (Związek Strzelecki, Towarzystwo Gimnastyczne „Sokół”, drużyny harcerskie i skautowe) przygotowujące młodych Polaków do służby wojskowej w zakresie musztry, fechtunku, jazdy konnej a zwłaszcza posługiwaniem się bronią palną. Trzydziestoosobowa grupa tak wyszkolonej młodzieży dołączyła później do sławetnych Legionów Józefa Piłsudskiego. Z uwagi na swe graniczne położenie Tarnobrzeg był narażony na wzmożone działania wojenne, i tak jesienią 1915 roku ofensywa armii carskiej przyniosła miastu ogromne zniszczenia – bodaj największe od wojny północnej z początku XVIII wieku. Zniszczeniu uległ ratusz, budynek sądu i wiele domostw, poważnego uszczerbku doznał kościół dominikański – zniszczono sklepienie nad nawą świątyni, ścianę szczytową, barokowe organy i belkę tęczową z połowy XVIII wieku. Zagrabiono także zbiory Muzeum Powiatowego oraz pozbawiono Tarnowskich koni z ich sławnej stadniny koni.

### Republika Tarnobrzeska

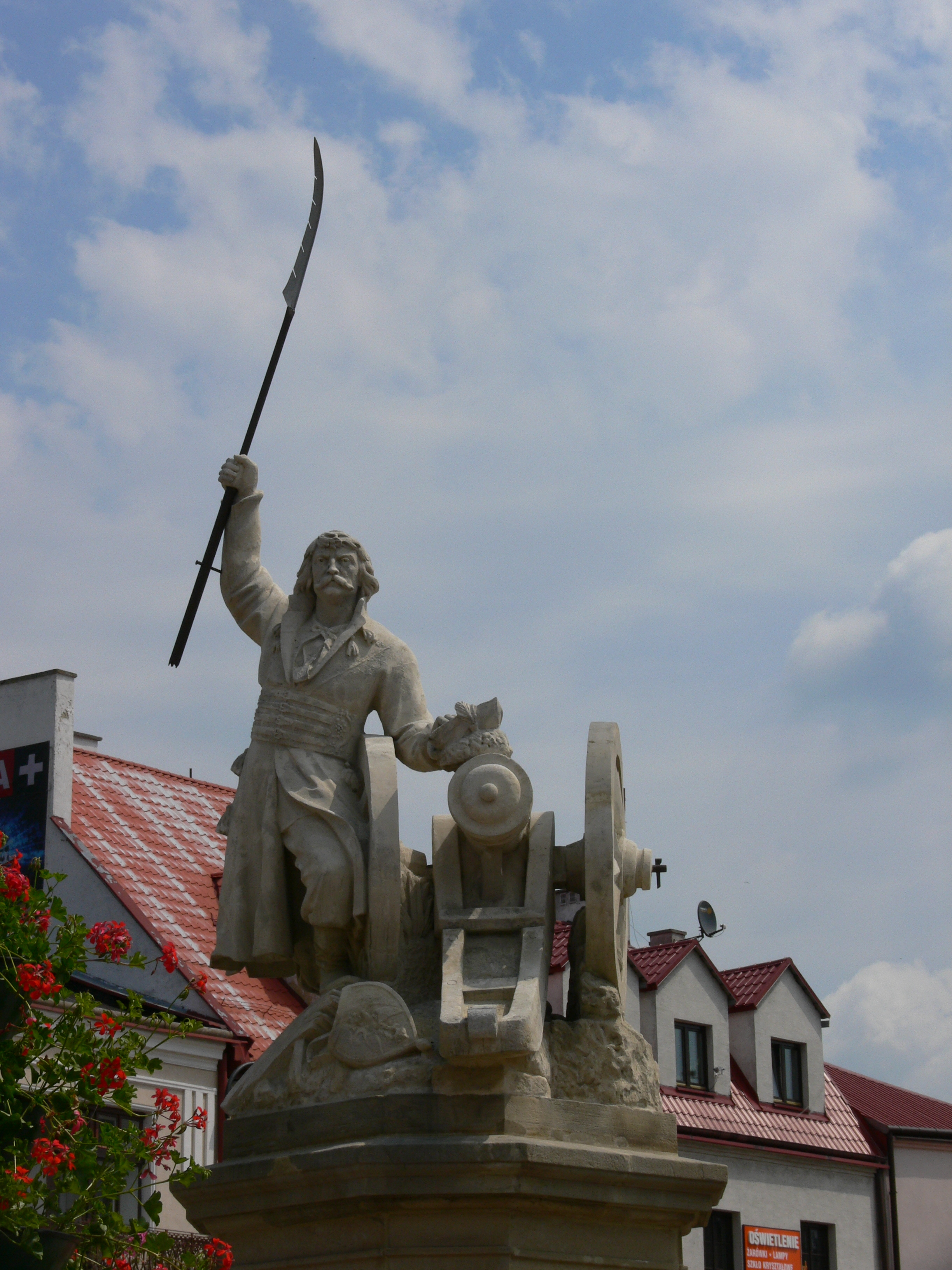
Pomnik bohatera miejskiego – Bartosza Głowackiego

Wojna przyniosła wiele ofiar przez co w roku 1916 dramatem miasta stały się sieroty. W wyniku starań kilku znanych społeczników, m.in. Jóżefa Chalcarza i Walerego Momidłowskiego Tarnowscy podarowali swój pałac w Mokrzyszowie na siedzibę ochronki (od 1927 roku funkcjonowała w nim zawodowa szkoła rolnicza). W końcu października 1918 roku władze miasta podporządkowały się Polskiej Komisji Likwidacyjnej w Krakowie. Początki II RP nie przebiegały w mieście spokojnie. Po rozbrojeniu żołnierzy austriackich i przejęciu miejskich urzędów wśród ludności zaczęły panować nastroje rewolucyjne. Wyrazicielami tych ruchów stał się komunista Tomasz Dąbal i ksiądz Eugeniusz Okoń. 6 listopada 1918 roku na   tarnobrzeskim rynku pod pomnikiem Bartosza Głowackiego odbył się pierwszy wielotysięczny wiec na którym głosili oni hasła rewolucji społecznej, nacjonalizacji przemysłu, parcelacji wielkich majątków ziemskich (w powiecie tarnobrzeskim na 114 mórg ziemi ornej 78 tys. należało do 10 dworów, 14 tys. rodzin chłopskich gospodarzyło na pozostałym obszarze). W wyniku tych zajść prasa krajowa zaczęła używać terminu Republika Tarnobrzeska. W okolicznych wsiach zaczęły powstawać Rady Chłopskie. Zaalarmowany wypadkami hr. Zygmunt Lasocki, b. poseł do parlamentu wiedeńskiego z powiatu tarnobrzeskiego, a obecnie zarządzający administracja terenów zaboru austriackiego z ramienia Polskiej Komisji Likwidacyjnej w Krakowie wysłał do Tarnobrzega oddziały wojskowe. Przeprowadzona w 1919 roku pacyfikacja zakończyły dzieje „republiki”. Około 350 chłopów zostało aresztowanych, 400 ukaranych chłostą po 25 albo 50 kijów. Mimo rozbicia Republiki w wyborach do Sejmu Ustawodawczego w 1919 roku w powiecie tarnobrzeskim zwyciężyli Dąbal i ks. Okoń.

### Lata międzywojenne
Początek lat 20. to powolna stabilizacja życia w mieście i powiecie. W tym mniej więcej czasie senator RP Wojciech Wiącek redagował i wydawał lokalne pisma „Obywatel” (1921-1922), następnie „Głos Ziemi Tarnobrzeskiej” (1922-1924). Trwało porządkowanie i naprawianie zniszczonego miasta, dotychczasowa C.K. Wyższa Szkoła Realna uzyskała status gimnazjum i patrona – hetmana Jana Tarnowskiego.
We wrześniu 1927 roku na zamku w Dzikowie doszło do zjazdu stronnictwa konserwatywnego, którego niekwestionowanym przywódcą był senator Zdzisław Tarnowski. Spodziewano się nawet przyjazdu marszałka Józefa Piłsudskiego, który nie przybył, ale wysłał w swoim zastępstwie osobistego przedstawiciela Walerego Sławka. W tym samym roku, w nocy z 21 na 22 grudnia, pod nieobecność właścicieli, wybuchł tragiczny w skutkach pożar na samym zamku dzikowskim. Jedynie spontaniczna akcja tarnobrzeżan kierowana przez ówczesnego bibliotekarza dzikowskiego Michała Marczaka ocaliła większość bezcennych egzemplarzy tamtejszej biblioteki. Zostało to okupione dziewięcioma śmiertelnymi ofiarami, wśród których znaleźli się m.in. Józef i Grzegorz Wiąckowie oraz Alfred Freyer, wybitny lekkoatleta. Wkrótce po pożarze, kompletnie zniszczony zamek został odbudowany na podstawie projektu architekta krakowskiego prof. Wacława Krzyżanowskiego (związanego wcześniej z regionem poprzez budowę kościoła w Chmielowie). Projekt ten nie przywrócił jednak rezydencji stylu neogotyckiego nadanego jej za czasów Jana Feliksa Tarnowskiego. Kształt siedziby nabrał stylu baroku Wazów polskich, oddając charakter siedziby zasłużonego rodu.
Sporym wydarzeniem w życiu, wciąż niewielkiego, Tarnobrzega była wizyta w 1929 roku prezydenta Rzeczypospolitej, prof. Ignacego Mościckiego. Wiązała się bezpośrednio z pierwszym etapem realizacji Centralnego Okręgu Przemysłowego. Twórcy idei COP-u zamierzali także w Tarnobrzegu zlokalizować jeden z zakładów przemysłowych jednakże lokalne spory uniemożliwiły zrealizowanie tej inwestycji. Prezydent był gościem hr. Tarnowskiego na zamku w Dzikowie, spotkał się z sędziwym wójtem Janem Słomką oraz odwiedził senatora Wojciecha Wiącka w jego chacie w Machowie.
W latach trzydziestych przebudowano kościoły w Miechocinie i Wielowsi, uruchomiono elektrownie miejską (pierwsza niewielka elektrownia powstała w 1910 r. dla zamku w Dzikowie). W 1933 roku miała miejsce powtórna koronacja obrazu Matki Boskiej Dzikowskiej (pierwsze korony zostały skradzione w 1927 roku). We wrześniu 1939 roku, na krótko przed rozpoczęciem wojny, hr. Tarnowski wywiózł najcenniejsze zbiory rodowej kolekcji do Lwowa.

## II wojna światowa (1939–1945)
Mieszkańcy miasta poznali początki wojny już 2 września – miasto zostało zbombardowane w wyniku czego życie straciło 11 tarnobrzeżan. Obroną miasta kierował młody, zdolny oficer Józef Sarna. Wobec zmasowanych ataków lotniczych i lepiej wyposażonych oddziałów niemieckich, zmuszona została do kapitulacji 13 dnia wojny, poprzedzona śmiercią dowódcy. Mimo przegranej kampanii wrześniowej i zajęcia Tarnobrzega przez Niemców już w październiku 1939 roku zaczęto tworzyć zalążki organizacji konspiracyjnych. Szczególną rolę odegrał w tym Władysław „Jędruś” Jasiński. W tym samym czasie powstała tajna drużyna harcerska, dowodzona przez Eugeniusza Dąbrowskiego, współpracownika „Jędrusia”. Niezależnie od ich działań także późną jesienią pierwszego roku okupacji powstały struktury Związku Walki Zbrojnej, z czasem przekształconego w Armię Krajową. Obwód Tarnobrzeski AK zyskał pseudonim „Twaróg”.
Z powodu powszechnie panującej dezinformacji Władysław Jasiński wraz ze swoimi kolegami rozpoczął w początkach 1940 roku wydawanie periodyku „Biuletyn Radiowy”. Wkrótce potem pismo przekształciło się w regularnie ukazujący się „Odwet” z redakcji której wyłonił się na przełomie 1941 i 1942 roku oddział partyzancki „Jędrusie”. Wiele udanych akcji i wygranych potyczek oddziału sprawiły, że legenda „Jędrusiów” rosła nieustannie. Legendy oddziału nie zniszczyła nawet śmierć jego charyzmatycznego dowódcy Jasińskiego w styczniu 1943 roku.

### Żydzi tarnobrzescy

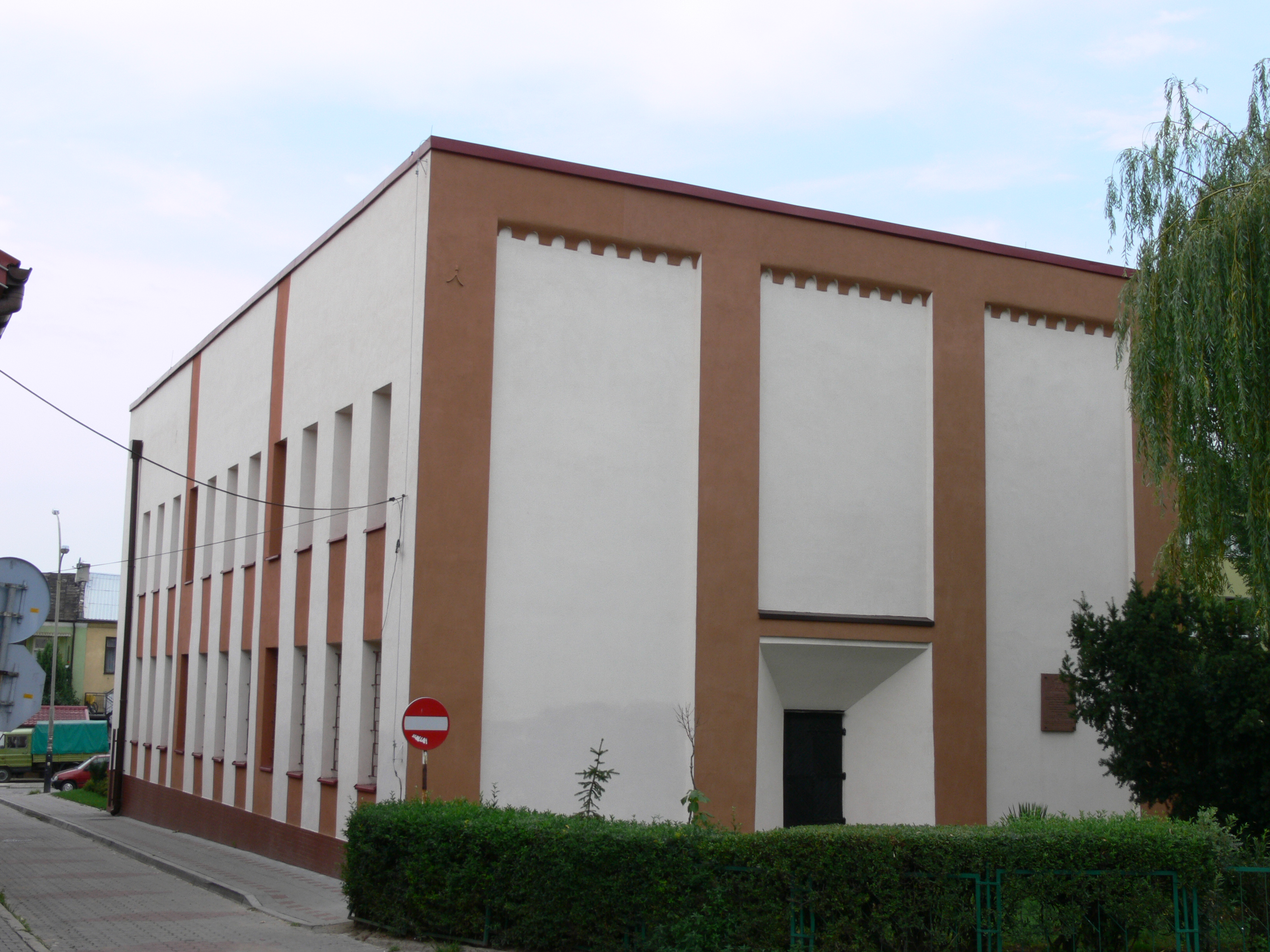
Tarnobrzeska synagoga, obecnie przebudowana jest siedzibą biblioteki miejskiej i Domu Kultury

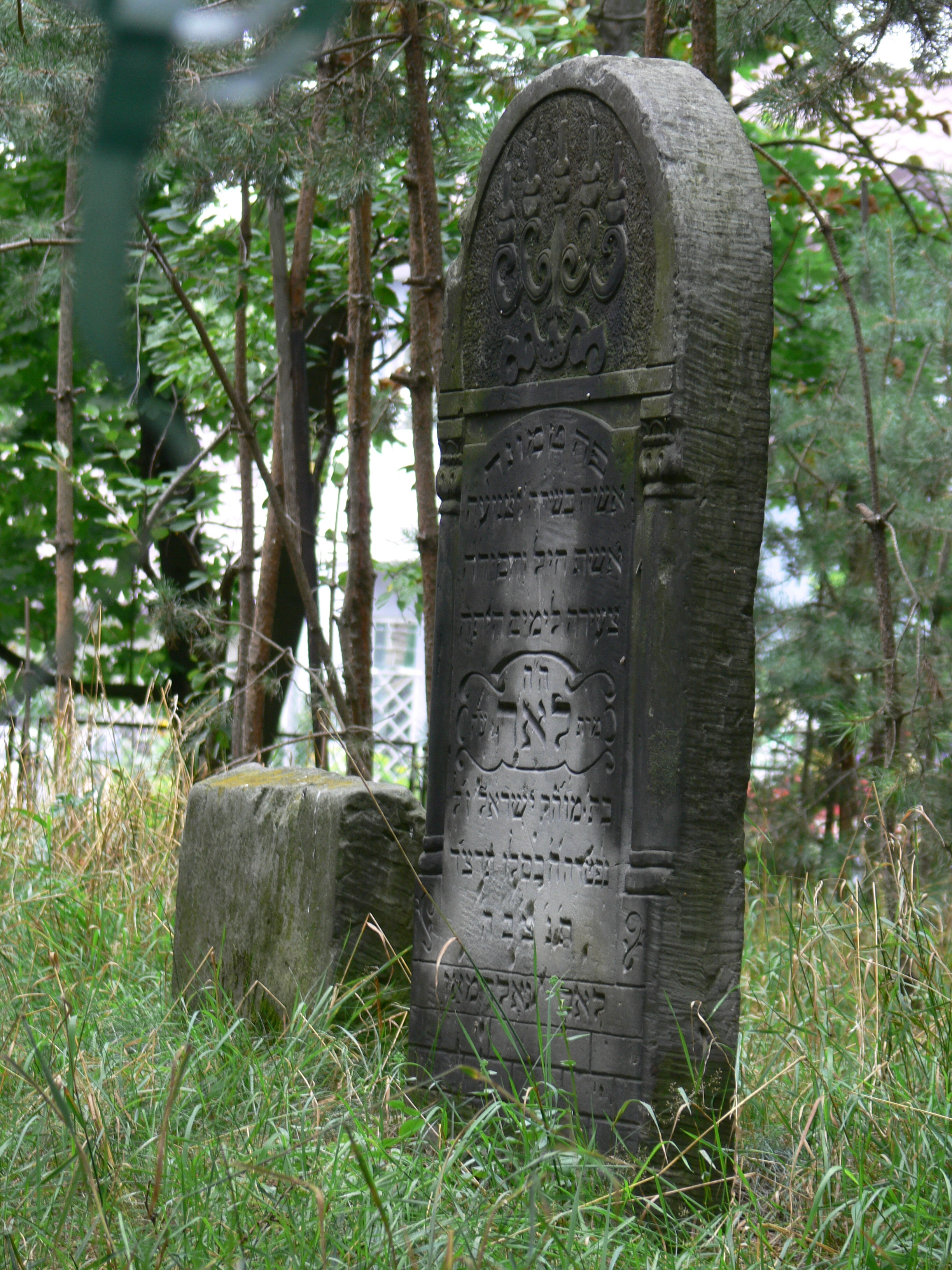
Pozostałości nowszego cmentarza żydowskiego, przy ul. Sienkiewicza

W 1940 roku Niemcy rozpoczęli wysiedlanie tarnobrzeskich Żydów. Od pierwszego ich pogromu, podczas potopu szwedzkiego, a potem na początkach XVIII wieku, starozakonni stanowili trwały i znaczący element pejzażu miasta. Początkowo zajmowali rejon ul. Szerokiej (gdzie wzniesiono synagogę, a obok zlokalizowano pierwszy kirkut), na przełomie XIX i XX wieku zaczęli żyć także w innych rejonach miasta. Mimo konkurencji na wielu polach, w mieście nie dochodziło do gwałtownych wydarzeń na tle religijno-narodowościowym. Początek 1940 roku przyniósł nie tylko wysiedlenie ale także zniszczenie kirkutu oraz dewastacje nowego cmentarza żydowskiego przy ul. Sienkiewicza.

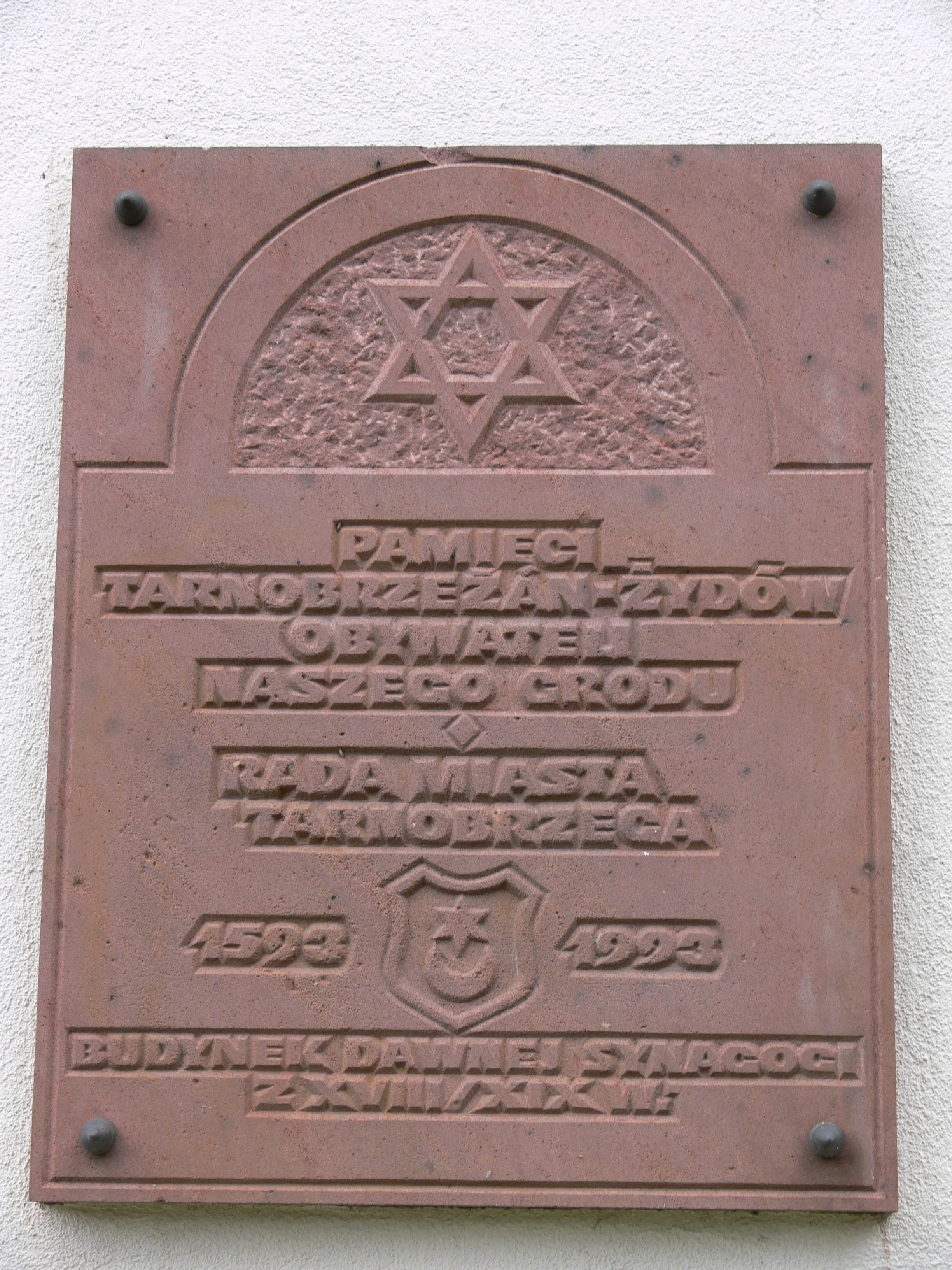
Pamiątkowa tablica na synagodze, upamiętniająca żydów mieszkających na terenach Tarnobrzega

Wojna dotknęła także rodzinę Tarnowskich – hr. Artur Tarnowski spędził w niemieckim oflagu cały okres wojny. Po wyjściu z niewoli u schyłku konfliktu wstąpił do Armii Polskiej na Zachodzie. Tymczasem w Dzikowie jego żona – Róża z Zamoyskich Tarnowska opiekowała się ukrytą w murach zamku częścią zbiorów przy pomocy wieloletniego bibliotekarza dzikowskiego – Michała Marczaka. Od początku wojny także w Tarnobrzegu organizowano tajne nauczanie w które byli szczególnie zaangażowani profesorowie tutejszego gimnazjum. W tamtych latach aż dwukrotnie mieszkańcy byli zmuszeni do remontowania kościoła dominikańskiego – w 1939 i 1944 roku. Latem 1944 roku ofensywa Armii Czerwonej zbliżyła się do granic miasta które zdobyto 5 sierpnia. W tym samym czasie hr. Róża Tarnowska wyjechała z Dzikowa na zachód by tam spotkać swego męża. Jak się później okazało, rozpoczęło to, trwające po dziś dzień, życie Tarnowskich na uchodźstwie.

## Rzeczywistość powojenna (1945-)
Nowe realia dla tarnobrzeżan zakreśliły się już jesienią 1944 roku, zaczęły działalność instytucje publiczne, normowała się struktura władz. Część wychowywanych patriotycznie Polaków źle przyjęła zwierzchnictwo sowieckie przez co rozpoczął się epizod bratobójczej wojny domowej. W trakcie walk bohaterstwem odznaczył się Hieronim „Zapora” Dekutowski (po wielu akcjach schwytany i stracony) oraz Kazimierz Bogacz (rozbicie więzienia przetrzymującego żołnierzy AK). Walki toczyły się do początku lat pięćdziesiątych. Na przełomie 1944–1945 wywieziono z dzikowskiego zamku jego cenne wyposażenie i zgromadzone przez Tarnowskich zbiory do muzeów Warszawy, Krakowa, Łańcuta i Rzeszowa.

### Odkrycie siarki
Jednym z ważniejszych wydarzeń XX wieku dla rejonu tarnobrzeskiego było z całą pewnością odkrycie wielkich złóż siarki w okolicach przez prof. Stanisława Pawłowskiego w 1953 roku. Popyt na ten surowiec, obserwowany na świecie od lat 20. XX wieku przyczynił się do ponad dziesięciokrotnego rozrostu ludności miasta i znacznej rozbudowy jego infrastruktury. Nowo powstałe kopalnie, najpierw w Piasecznie, potem w Machowie i Jeziórku spowodowały zniszczenie tych starych wsi ale dały wiele miejsc pracy i spowodowały niebywały rozrost miasta i okolic. W tamtych latach powstały nowe osiedla bloków mieszkalnych takie jak: Skalna Góra, Serbinów, Wielopole, Osiedle Młodych, Siarkowiec.

### Tarnobrzeg miastem wojewódzkim
W roku 1976 po raz trzeci dokonano koronacji cudownego obrazu Matki Boskiej Dzikowskiej. Poprzednie korony wywieziono w 1939 roku do Żółkwi by uchronić je od nadchodzącej wojny, nikt nie domyślał się w tamtym czasie że miasto zostanie poza granicami kraju. Uroczystość zbiegła się z 300-leciem klasztoru oo. dominikanów przez co na obchodach byli obecni ówczesny prymas Polski ks. kardynał Stefan Wyszyński oraz metropolita krakowski, ks. Kardynał Karol Wojtyła.

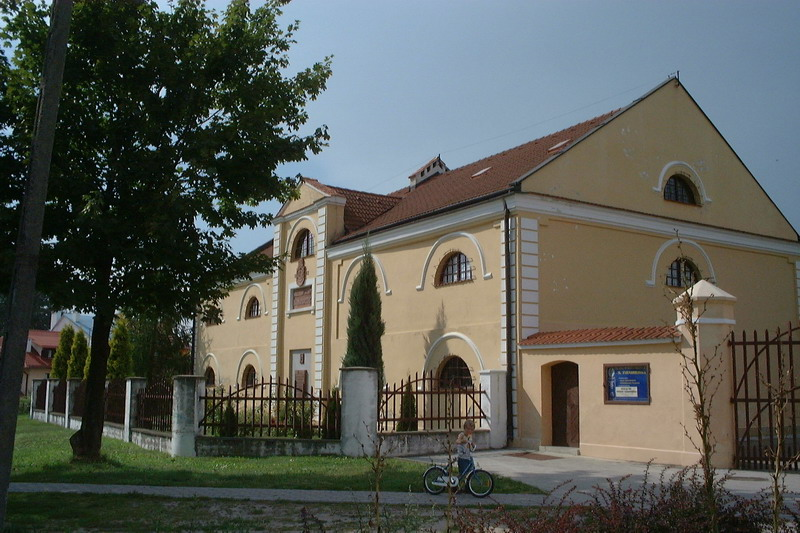
Muzeum miasta w starym spichlerzu dzikowskim

W roku 1971 powstało Towarzystwo Przyjaciół Tarnobrzega, skupiające ludzi którym miasto nie było obojętne. W wyniku trzydziestoletniej działalności z inicjatywy Towarzystwa utworzono wiele pomników, obelisków i tablic pamiątkowych na terenie miasta, wydało kilka publikacji, kilka okolicznościowych medali, utworzyło Muzeum Historyczne Miasta Tarnobrzega w historycznym spichlerzu z 1843 roku oraz własną siedzibę – Klub Pod Leliwą. W roku 1998 TPT rozpoczęło wydawanie własnego kwartalnika społeczno-kulturalnego „Dzikovia”.
Reforma administracyjna z 1975 roku sprawiła, że na mapie Polski pojawiło się województwo tarnobrzeskie. W jego obrębie znalazły się m.in. Stalowa Wola, Nowa Dęba, Sandomierz, Opatów, Zawichost i Janów Lubelski. Jednakże lansowana wizja trzech „miast wojewódzkich” o różnych profilach (Stalowa Wola – przemysłowa, Sandomierz – kulturalna, Tarnobrzeg – administracyjna) skutecznie zahamowała faktyczny rozrost wynikający z uzyskania przez Tarnobrzeg rangi stolicy województwa. Dodatkowo pogłębiał się kryzys ekonomiczny i społeczny, objawiony ze szczególną mocą w wydarzeniach z 1980 roku.

### Okres przemian ustrojowych
W roku 1979 dokonano poświęcenia nowego, drewnianego, tymczasowego kościoła pw. Matki Bożej Nieustającej Pomocy, na osiedlu Serbinów – świątyni wzniesionej wbrew władzom. Budową kierował i jej proboszczem stał się znany tarnobrzeski społecznik ks. Michał Józefczyk. Szczególną rolę w strajkach 1980 roku odegrał założony w końcu września w Tarnobrzegu NSZZ „Solidarność”. W połowie lat 80. utworzono pierwszy Społeczny Komitet Rewaloryzacji Dzikowa oraz rewaloryzację zaniedbanej starówki tarnobrzeskiej, którego inicjatorem było wspomniane Towarzystwo Przyjaciół Tarnobrzega z Edwardem Antończykiem na czele. W 1989 roku Towarzystwo utworzyło Muzeum Historyczne, co zbiegło się z powrotem do kraju Jana Artura Tarnowskiego, najstarszego syna ostatniego pana na Dzikowie. Spadkobierca Tarnowskich aktywnie włączył się do tworzenia tarnobrzeskiego muzeum, przekazując liczne zabytki z rodzinnych zbiorów. W 1989 roku, na bazie ówczesnych przemian, powstał Tarnobrzeski Komitet Obywatelski „Solidarność” grupujący wielu dotychczas opozycyjnych działaczy politycznych i związkowych. TKO wygrał pierwsze po wojnie wolne wybory samorządowe do Rady Miasta w 1990 roku. Prezydentem miasta wybrano Stanisława Żwiruka, przewodniczącym Rady Miasta został Kazimierz Gąsior. Działający przez dwie kadencje samorząd wybudował oczyszczalnie ścieków, wzniósł szkołę podstawową im. Jana Pawła II, utrzymał Muzeum Historyczne m. Tarnobrzega, dokonał przebudowy placu rynkowego oraz modernizację układu komunikacyjnego. W 1991 roku powstało Tarnobrzeskie Towarzystwo Historyczne, skupiające grono miejscowych historyków, pod przewodnictwem Tadeusza Zycha. Zainteresowania Towarzystwa koncentrują się zwłaszcza wokół zagadnień historii miasta w XX wieku, a także jego społeczności żydowskiej. Towarzystwo może poszczycić się kilkunastoma już Tarnobrzeskimi Zeszytami Historycznymi wyczerpującymi tamtą tematykę.
Początek lat 90. to także utworzenie Tarnobrzeskiego Społecznego Towarzystwa Oświatowego. TSTO powołało I Społeczne Liceum Ogólnokształcące im. hetmana Jana Tarnowskiego (znalazło swą siedzibę w budynku dawnego sądu). Również w tamtym czasie w dawnym pałacyku Tarnowskich w Mokrzyszowie rozpoczął działalność metodyczny Ośrodek Doskonalenia Pedagogicznego.

## Współczesność

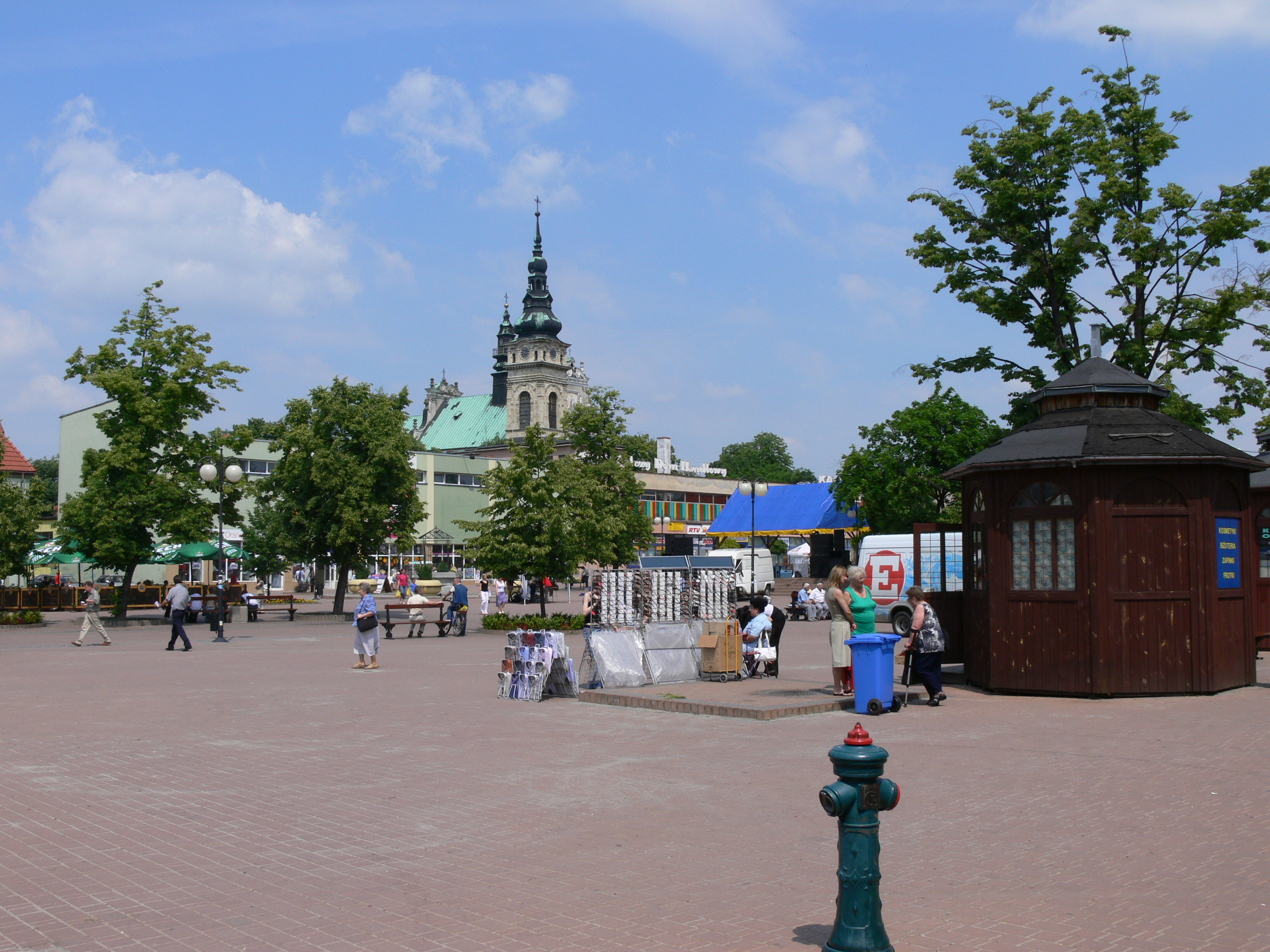
Obecny wygląd rynku miejskiego

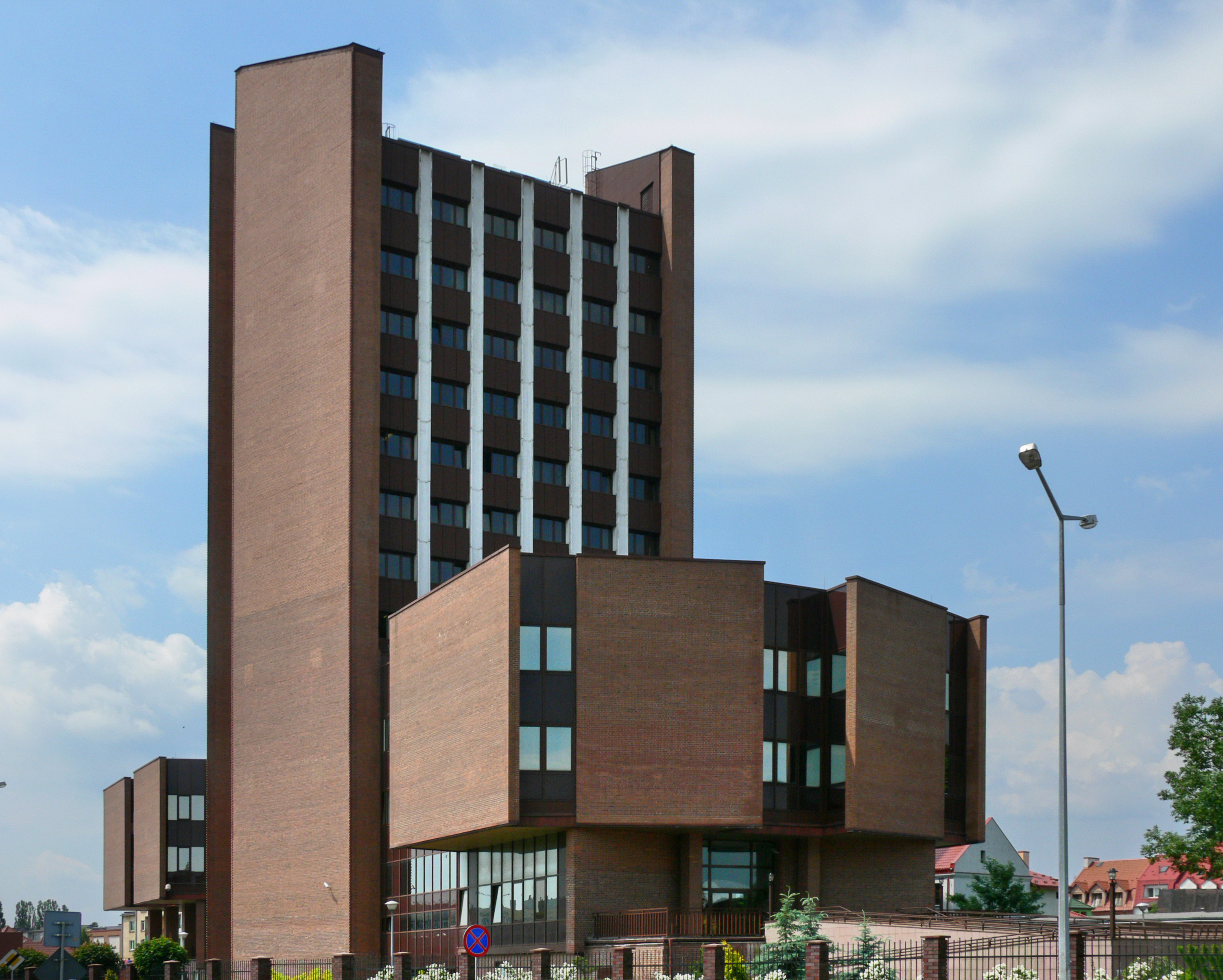
Sąd rejonowy w Tarnobrzegu

Na lata 90. przypada także szybki rozwój mediów lokalnych – do już istniejącej zakładowej „Siarki” (wydawanej od 1963 roku), Tygodnika Nadwiślańskiego (wydawanego od 1980 roku) dołączyła rozgłośnia radiowa Radio Leliwa, miesięcznik „Afisz” związany z Tarnobrzeskim Domem Kultury i wspomniany kwartalnik „Dzikovia”.
Obchodzone w 1993 roku 400-lecie miasta zostało wykorzystane do popularyzacji Tarnobrzega ale także zbiegło się z gwałtownym załamaniem rynku siarkowego, co wzbudziło dyskusje nt. przyszłości i nowej wizji miasta.
W styczniu 1999 roku miasto uzyskało status miasta na prawach powiatu. W czerwcu tego samego roku podczas pielgrzymki do Sandomierza w Wielowsi wylądował Jan Paweł II.
W maju i w czerwcu 2010 r. północna część miasta (Wielowieś, Dzików, Sielec, Sobów) została całkowicie zalana w wyniku powodzi i podtopień.